# نوویه کوواردی
نوویه کوواردی (انگلیسی: Novyye Kovardy) یک شهرک در شهرستان گافوریسکی استان باشقیرستان کشور روسیه است.